# Paskownik zmienny
Paskownik zmienny (Aegithina tiphia) – gatunek małego ptaka z rodziny paskowników (Aegithinidae). Występuje w południowej i południowo-wschodniej Azji oraz Indonezji.

## Podgatunki i zasięg występowania
Wyróżnia się następujące podgatunki:
- A. t. multicolor (J. F. Gmelin, 1789) – południowo-zachodnie Indie i Sri Lanka
- A. t. deignani B. P. Hall, 1957 – południowe i wschodnie Indie, północna i centralna Mjanma
- A. t. humei E. C. S. Baker, 1922 – centralne Indie
- A. t. tiphia (Linnaeus, 1758) – północne Indie do zachodniej Mjanmy
- A. t. septentrionalis Koelz, 1939 – północno-zachodnie Himalaje
- A. t. philipi Oustalet, 1886 – południowo-centralne Chiny, wschodnia Mjanma, północna Tajlandia, północne i centralne Indochiny
- A. t. cambodiana B. P. Hall, 1957 – południowo-wschodnia Tajlandia, Kambodża i południowy Wietnam
- A. t. horizoptera Oberholser, 1912 – południowo-wschodnia Mjanma i południowo-zachodnia Tajlandia, Półwysep Malajski, Sumatra i okoliczne wyspy
- A. t. scapularis (Horsfield, 1821) – Jawa i Bali
- A. t. viridis (Bonaparte, 1850) – centralne i południowe Borneo
- A. t. aequanimis Bangs, 1922 – północne Borneo i zachodnie Filipiny

## Środowisko
Lasy, w tym namorzyny, cierniste lub bambusowe zarośla oraz sady. Unika gęstych lasów.

## Morfologia
Długość ciała wynosi 13–17 cm, masa ciała 12–17 g. Skrzydło ma długość 59–66 mm, ogon 44,5–51,5 mm, dziób 11,5–15 mm. Zmienność upierzenia w zależności od podgatunku. Podgatunek nominatywny posiada oliwkowy wierzch ciała, ciemne skrzydła z dwoma białymi pasami i żółtozielony spód ciała. Ogon czarny. Dziób lekko zagięty, ciemny. Podgatunek multicolor posiada czarny wierzch głowy i grzbiet, tiphia całkowicie zielony wierzch ciała, a humei czarny wierzch głowy i czarno-zielony grzbiet.

## Pożywienie
Żywi się głównie owadami, których szuka na liściach w górnych częściach drzew. Żeruje w parach lub samotnie. Potrafi zawisnąć do góry nogami.

## Lęgi
Buduje czarkowate gniazdo z traw połączonych pajęczyną, przyczepione do gałęzi. Samica składa 2–4 jaj w rudobrązowe plamki. Zarówno samiec jak i samica wysiadują, inkubacja trwa 14 dni.

## Status
IUCN uznaje paskownika zmiennego za gatunek najmniejszej troski (LC, Least Concern) nieprzerwanie od 1988 roku. Liczebność światowej populacji nie została oszacowana, ale ptak ten opisywany jest jako pospolity. Trend liczebności populacji nie jest znany.